# Compasso (música)

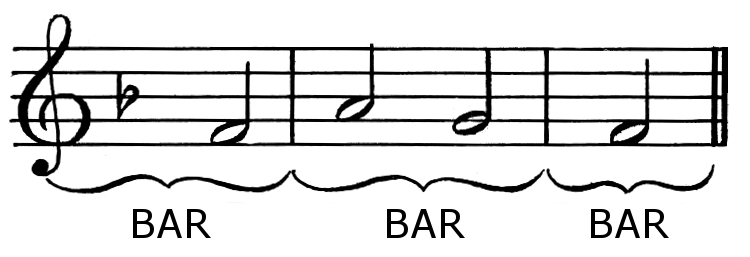
Exemplo de trecho musical com três compassos

Na notação musical, um compasso é uma forma de dividir quantitativamente em grupos os sons de uma composição musical, com base nas batidas e pausas (pulsos). Os compassos facilitam a execução musical, ao definir a unidade de tempo, o pulso e o ritmo da composição ou de partes dela.
Muitos estilos musicais ocidentais tradicionais já presumem um determinado compasso, como a valsa, possui o compasso na forma 3
4, o rock, tipicamente usa os compassos 4
4ou 12
8.
Os compassos são divididos na partitura a partir de linhas verticais desenhadas sobre a pauta. A soma dos valores temporais das notas e pausas dentro de um compasso deve ser igual à duração, definida pela fórmula de compasso (ou fração de compasso, ‎‎assinatura de tempo‎‎‎, ‎‎assinatura de medida)‎‎ que especifica quantas ‎‎batidas‎‎ (pulsos) estão contidas em cada compasso, e qual ‎‎o valor da nota é equivalente a uma batida. A fórmula aparece no início da partitura da composição (as vezes no início de uma seção quando ocorre mudança na música) como um símbolo de tempo ou numerais empilhados 4
4.
Em uma fórmula de compasso musical, o número de baixo indica em quantas partes uma semibreve deve ser dividida para obtermos uma unidade de duração (na notação atual, nenhuma nota tem valor fixo, por isso todas as demais durações são definidas como frações de uma semibreve). O número de cima define quantas unidades de tempo o compasso contém. No exemplo abaixo estamos perante a um tempo de "quatro por quatro". Isso significa que a unidade de tempo tem duração de 1/4 da semibreve (uma semínima) e o compasso tem 4 unidades de tempo. Neste caso, uma semibreve iria ocupar todo o compasso. Cada compasso pode ter qualquer combinação de notas e pausas, mas a soma de todas as durações nunca pode ser menor nem maior que a duração indicada pela fórmula (quatro unidades de tempo neste exemplo).
Esta alternância de pulsos fortes e fracos cria uma sensação de repetição ou circularidade. Existem composições que não apresentam ritmo perceptível, chamadas composições com tempo livre.

## Classificações dos compassos
Os compassos podem ser classificados de acordo com dois critérios: se levarmos em conta as notas que os compõem podemos dividi-los em simples e compostos. Se por outro lado considerarmos a métrica, eles podem ser binários, ternários, quaternários ou complexos.

### Compasso simples

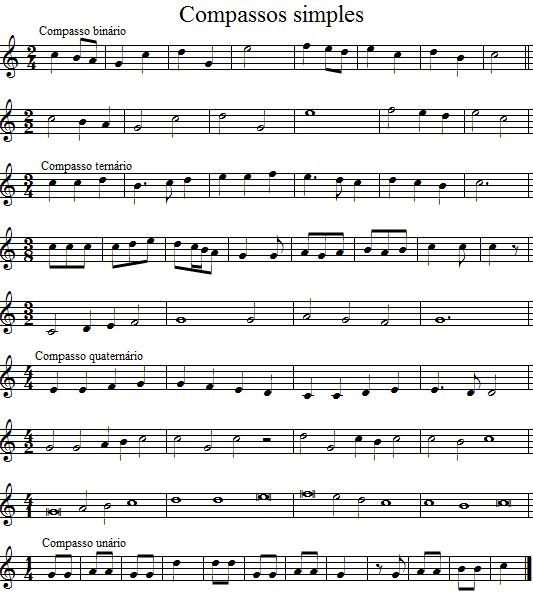

Compasso simples é aquele em que cada unidade de tempo corresponde à duração determinada pelo denominador da fórmula de compasso. Por exemplo um compasso 2/4 possui dois pulsos com duração de 1/4 (uma semínima) cada. Os tipos mais comuns de compassos simples possuem 2 ou 4 no denominador (2/2, 2/4, 3/4, 3/8, 4/4 entre outros). Mas também o compasso unário (1/4) deve fazer parte dos compassos simples. Segundo a escola alemã, só compassos com um tempo forte são simples, mas a escola francesa considera também os compassos quaternários como simples, embora eles tenham dois tempos fortes.

### Compasso composto

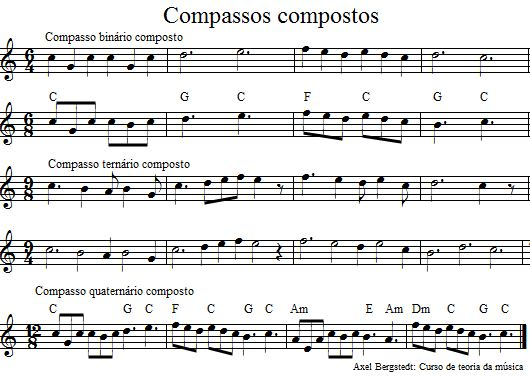

Compasso composto é aquele em que cada unidade de tempo é subdividida em três notas, cuja duração é definida pelo denominador da fórmula de compasso. Por exemplo, no compasso 6/8, o denominador indica que uma semibreve foi dividida em 8 partes (em colcheias) e o numerador indica quantas figuras preenchem o compasso, ou seja, o compasso é formado por 6 colcheias. No entanto a métrica deste compasso é binária, ou seja, dois pulsos por compasso. Por isso cada unidade de tempo não é uma colcheia, mas sim um grupo de três colcheias (ou uma semínima pontuada). Como cada pulso é composto de três notas, esse compasso é definido como composto. Segundo a escola francesa obtém-se um compasso composto  multiplicando um compasso simples pela fracção de 3/2 por exemplo: o compasso 2/4 é binário simples,(2/4)*(3/2)=6/8 que corresponde a um binário composto.
3/4 é ternário simples, (3/4)* (3/2) = 9/8 que corresponde a um ternário composto
4/4 é quaternário simples, (4/4)*(3/2)= 12/8 que corresponde a um quaternário composto.
Segundo a teoria alemã, no entanto, cada compasso com mais de um tempo forte são compassos compostos, então também o 4/4.
Os exemplos em seguir são compassos compostos considerados pelas duas escolas:
Dica: quando o compasso e ex: 6/4 ele e binário pois 6 é múltiplo de 2,quando é 9/4 e ternário pois 9 e múltiplo de 3.

### Compasso binário
Célula rítmica formada por dois tempos. O pulso é forte - fraco, ou seja, o primeiro tempo do compasso é forte e o segundo é fraco.
Um ritmo binário pode ser simples ou composto. Exemplos de binários simples são os compassos 2/8, 2/4, 2/2. Alguns exemplos de binário composto são 6/4 6/8. (Alguns teóricos incluem também o 4/4 como tipo binário, para eles não existem compassos quaternários, a não ser que eles tenham um só tempo forte seguido por três tempos fracos.)
Os compassos quaternários contém quatro pulsações em cada compassos daí o nome quaternário.
O ritmo binário é utilizado em marchas, em algumas composições de música erudita e de jazz, além de muitos ritmos populares, tais como o frevo, baião, ska, samba, blues, polca, rumba, fado, bossa nova, etc. Na forma composta, pode ser encontrado nos minutos e em muitos ritmos latinos.

### Compasso ternário
Métrica formada por três tempos, o ternário pode ser simples (por exemplo 3/4, 3/2) ou composto (como 9/8, 9/16, sempre em divisão ternária). Os principais ritmos a utilizar o ternário simples é a valsa e a guarânia. A forma composta é usada principalmente em danças medievais, na música erudita e no jazz.

### Compasso quaternário
Compõe-se de quatro tempos. Pode ser formada pela aglomeração de dois binários, simples ou compostos. A aglomeração pode ser notada quando o primeiro tempo é acentuado, segundo e quarto são fracos e o terceiro tem intensidade intermediária.
São alguns exemplos de compasso quaternário simples 4/2, 4/4, 4/8, 4/16. De quaternários compostos, podemos citar 12/4, 12/8, 12/16.

### Compasso complexo ou composto irregular
Uma característica auditiva não nos permite realizar compassos acima de quatro tempos sem os contar nem subdividir em outros[carece de fontes?]. Por isso, os compassos acima de 4 tempos apresentam sempre uma subdivisão interna em partes menores ou iguais a 4 tempos.
Alguns compositores utilizam compassos com métricas 5
4, 5/8, 7/8, 10/8, 11/8 e várias outras, trata-se sempre de aglomerações. No 5/4, por exemplo, trata-se da justaposição de um 2/4, seguido de um 3/4 (ou vice-versa). Outro exemplo é o 7/4 que pode se formar por um 4/4 e um 3/4 e assim por diante, de tantas maneiras quanto for possível dividir em unidades binárias, ternárias e quaternárias. Também pode-se dizer compasso irregular ou alternado.
É interessante notar que o que chamamos de compasso composto são justaposições de unidades ternárias.
Um exemplo é Electric Feel do MGMT (6
4) Tom Sawyer do Rush e The Ocean do Led Zeppelin (4
4e 7
8). Money de Pink Floyd  (7
4), Happiness Is a Warm Gun do The Beatles (4
4, 5
5, 9
8, 10
8), Hey Ya! do Outkast (11
4), 15 passos do Radiohead (5
4).

#### Compassos complexos particulares
Um interessante tipo de compasso complexo é a justaposição 3/X + 3/X + 2/X, formando um compasso teoricamente 8/X. Essa subdivisão é muito comum na música de todo o mundo ocidental e também de diversos outros povos (é a divisão utilizada, por exemplo, na rumba). Por ter um uso tão amplo, a grafia 8/X nas partituras deu lugar a grafias mais simples, relacionadas mais ao estilo de cada caso que à correção meticulosa da notação. Em alguns casos o que aparece na partitura é 2/4 (na verdade 3/16 +3/16 + 2/16); em outros, 4/4 (na verdade 3/8 + 3/8 + 2/8) ou 2/2 (igualmente, mas com divisão binária). O número superior indica o número de eventos que acontecem dentro do espaço.

#### Combinações de complexos
Amplamente utilizado por bandas de rock progressivo, dão grande complexidade e unicidade às músicas. Exemplos: 4/4, 3/4 (dando a ideia de 7/4); 15/16, 4/4, 7/8, 19/16 (de maior complexidade); 6/8, 6/8, 6/8, 5/8; etc. Permitindo qualquer combinação de compassos, mesmo sendo apenas entre os mais simples, amplia-se a concepção de compassos não apenas como divisões facilitadoras, mas como unidades básicas de uma composição musical.
| Compassos mais utilizados em rock progressivo |        |        |        |        |        |        |        |        |        |         |         |         |         |         |         |         |         |         |         |
| x / y                                         | 1 / y  | 2 / y  | 3 / y  | 4 / y  | 5 / y  | 6 / y  | 7 / y  | 8 / y  | 9 / y  | 10 / y  | 11 / y  | 12 / y  | 13 / y  | 14 / y  | 15 / y  | 16 / y  | 17 / y  | 18 / y  | 19 / y  |
| x / 2                                         | 1 / 2  | 2 / 2  | 3 / 2  | 4 / 2  | 5 / 2  | 6 / 2  | 7 / 2  | 8 / 2  | 9 / 2  | 10 / 2  | 11 / 2  | 12 / 2  | 13 / 2  | 14 / 2  | 15 / 2  | 16 / 2  | 17 / 2  | 18 / 2  | 19 / 2  |
| x / 4                                         | 1 / 4  | 2 / 4  | 3 / 4  | 4 / 4  | 5 / 4  | 6 / 4  | 7 / 4  | 8 / 4  | 9 / 4  | 10 / 4  | 11 / 4  | 12 / 4  | 13 / 4  | 14 / 4  | 15 / 4  | 16 / 4  | 17 / 4  | 18 / 4  | 19 / 4  |
| x / 8                                         | 1 / 8  | 2 / 8  | 3 / 8  | 4 / 8  | 5 / 8  | 6 / 8  | 7 / 8  | 8 / 8  | 9 / 8  | 10 / 8  | 11 / 8  | 12 / 8  | 13 / 8  | 14 / 8  | 15 / 8  | 16 / 8  | 17 / 8  | 18 / 8  | 19 / 8  |
| x / 16                                        | 1 / 16 | 2 / 16 | 3 / 16 | 4 / 16 | 5 / 16 | 6 / 16 | 7 / 16 | 8 / 16 | 9 / 16 | 10 / 16 | 11 / 16 | 12 / 16 | 13 / 16 | 14 / 16 | 15 / 16 | 16 / 16 | 17 / 16 | 18 / 16 | 19 / 16 |

### Compassos correspondentes ou aditivo‎‎s
Todo o compasso simples tem um correspondente composto e vice-versa. É fácil encontrar um compasso correspondente através das figuras de tempo. Levando em conta os compassos 2/4 e 6/8, simples e composto respectivamente, temos no primeiro a figura de duas semínimas por compasso, e no segundo, o de duas semínimas pontuadas por compasso (dois pares de colcheia). Lembrando que apesar da leitura ser de seis colcheias por compasso, o compasso de 6/8 é um 2/4 composto.
Um compasso simples transforma-se no seu correspondente composto, fazendo as seguintes operações:
1. Multiplica-se o numerador da fracção por 3 e o denominador por 2;
2. Aplica-se um ponto de aumentação às figuras que preenchem cada tempo;
Um compasso composto transforma-se no seu correspondente simples, pelas operações inversas:
1. Divide-se o numerador da fracção por 3 e o denominador por 2;
2. Suprime-se o ponto de aumentação às figuras que preenchem cada tempo;
Exemplo:
2/4 (simples) e 6/8 (composto) são correspondentes binários;
3/4 (simples) e 9/8 (composto) são correspondentes ternários;
4/4 (simples) e 12/8 (composto) são correspondentes quaternários.

### Compassos irracionais ou não integrais
Segundo Arthur Kampela, os compassos irracionais (ou não integrais) possuem formula de compasso com denominador sendo um número que não seja potência de dois, como .
3, .
5, .
6, .
7, .
9. Sistema sugerido por Henry Cowell, onde a semibreve tem novas divisões além da binária convencional,  inspirado nas divisões ordinárias das séries harmônicas.
Compassos irracionais também são quiálteras fragmentadas (como a tercina e sextina), onde um compasso de .
5 significa "dois quintos (2/5) de uma quintina de semínima", ou "duas unidades de quintina de semínima". Compassos assim são formas diferentes de se escrever uma quiáltera ou mudanças de velocidades. Os compassos irracionais são baseados em batidas expressas em termos de frações de batidas completas, como  .
5
ou 2
54.
Segundo Brian Ferneyhough, estes são compassos úteis, que podem mudar as relações de duração entre compassos de uma composição, sem mudar a notação em si. Embora não seja um padrão, o uso de um compasso irracional é precedido de um convencional, como em Mnemosyne (1986b).
Segundo Malt apud Kozu, estes compassos são utilizados enquanto segmentos temporais de diversos tamanhos, como forma de controlar a evolução da densidade dos eventos. Ou seja, um compasso como de 3
56contém uma estrutura métrica completa (unidades de tempo), porém internamente o compositor pode trabalhar de diversas forma, no âmbito de padrões reiterados, subdivisões, dentre outras.
O maior uso de compassos irracionais, como em Carceri d’Invenzion1 (1981-86) e Lemma-Icon-Epigram (1981) parece estar concentrado nas décadas de 1970 e 1980.